# Penka Metodieva
Penka Metodieva, född den 12 oktober 1950 i Pernik, Folkrepubliken Bulgarien, är en bulgarisk basketspelare.
Metodieva var med och tog OS-brons 1976 i Montréal. Detta var första gången damerna deltog vid de olympiska baskettävlingarna. Fyra år senare var hon med och tog OS-silver 1980 i Moskva. 